# Силезци
Силезците (на силезийски: Ślůnzoki, на полски: Ślązacy; на немски: Schlesier) са западнославянски народ населяващ област Силезия. При преброяването през 2011 г. в Полша, повече от 817 000 души се декларират като силезци народност, като по този начин образуват най-голямото етническо малцинство в страната. При преброяването през 2011 г. в Чехия, повече от 12 000 души се декларират като силезци народност.
Силезец, освен като народност, означава и човек, който е жител на област Силезия, без значение народността, към която принадлежи.
Силезкият език се употребява от силезкото етническо малцинство в Полша и Чехия. При преброяването през 2011 г. в Полша, 509 000 души са посочили силезкия като майчин език. В днешни времена се води спор дали силезкия е отделен език или диалект.